# McPixel
McPixel — компьютерная игра в жанре головоломка/приключения выпущенная в 2012 году инди-разработчиком Sos.

## Геймплей
Игровой сюжет вертится вокруг одноимённого героя — McPixel, который пародирует МакГайверa и его пародию МакГрубера. В игре присутствует множество ссылок на популярных персонажей культуры.
Суть игры заключается в обезвреживании бомбы, или игровое название "Спасение дня", в течение 20 секунд на каждый уровень. Игра поделена на четыре части, которые в свою очередь состоят из трех уровней и одного разблокируемого уровня. Каждый уровень состоит из шести последовательных эпизодов.

## Выпуск и отзывы
| Сводный рейтинг    | Сводный рейтинг          |
| Агрегатор          | Оценка                   |
| ------------------ | ------------------------ |
| GameRankings       | (PC) 78,67 %             |
| Metacritic         | (PC) 64/100 (iOS) 70/100 |
| Иноязычные издания |                          |
| Издание            | Оценка                   |
| Eurogamer          | 7/10                     |

Игра доступна не только в версии для ПК, но и в мобильном исполнении (Android, iOS)
McPixel получил смешанные отзывы, 76/100 по мнению критиков и 64/100 по мнению пользователей для ПК-версии и 83/100 и 70/100 для версии под iOS соответственно. The Verge поставил игре 8 из 10 заявив при этом

McPixel это шаг вперёд в пародии на пародию. Но это чуждо, злее, смешнее и гораздо более кощунственно— The Verge
На сентябрь 2012 года было продано 3065 копий.. Стоит отметить, что это была первая игра одобренная и выпущенная через Steam Greenlight.
В октябре 2013 года состоялся релиз Linux версии, но она до сих пор не доступна в Steam. Камински написал на форуме Steam, что она не будет доступна в виду невозможности распространения Adobe AIR через Steam. Чтобы исправить это и в других изданиях, Камински написал, что он перепишет игровой движок без использования Adobe AIR. Это сообщение было написано в июне 2013, но по состоянию на декабрь 2013 года версия так и не вышла.
К сожалению на 2017 год информации о выходе McPixel на  ОС  linux до сих пор ничего не известно